# Resolució 1794 del Consell de Seguretat de les Nacions Unides
La Resolució 1794 del Consell de Seguretat de les Nacions Unides fou adoptada per unanimitat el 21 de desembre de 2007. Després d'observar la situació a la República Democràtica del Congo, el Consell va aprovar estendre el mandat i la capacitat de la Missió de les Nacions Unides a la República Democràtica del Congo (MONUC) durant un any, fins al 31 de desembre de 2008.

## Detalls
D'acord amb el Capítol VII de la Carta de les Nacions Unides, el Consell va autoritzar la continuació fins a la data de fins a 17.030 militars, 760 observadors militars, 391 entrenadors de policia i 750 empleats d'unitats policials formats i van demanar la MONUC que concedeixi la màxima prioritat al conflicte de Kivu en totes les seves dimensions.
El Consell va exigir que les milícies i els grups armats encara presents a la part oriental del Congo, en particular les Forces Democràtiques d'Alliberament de Ruanda (FDLR), ex FAR/Interahamwe i la milícia dissident de Laurent Nkunda, deixin les seves armes i es comprometin voluntàriament, sense demora ni condicions prèvies, en la seva desmobilització, repatriació, reassentament i reintegració, i subratlla la necessitat que aquestes milícies i grups armats no rebin cap suport.
El Consell va autoritzar a la MONUC a prestar assistència a les autoritats congoleses, inclosa la Comissió Nacional Electoral Independent, en l'organització, preparació i realització d'eleccions locals.
Mitjançant el text, la MONUC va ser convidada a assistir al Govern en els seus esforços per portar a la justícia els acusats pel Tribunal Penal Internacional per a Ruanda i la Cort Penal Internacional, i realitzar una revisió exhaustiva dels seus esforços per prevenir i respondre a la violència sexual.
Finalment, el Consell va prendre nota dels punts de referència presentats pel secretari general per a una futura retirada progressiva de la MONUC, tal com es va exposar en el seu informe (document S/2007/671) i va encoratjar a la MONUC a centrar les activitats de tots els seus components a l'hora d'ajudar les autoritats congoleses per assolir aquests punts de referència.